# St. Patrick's Cemetery
Le St. Patrick's Cemetery est un cimetière de la Première Guerre mondiale situé à Loos-en-Gohelle dans le département français du Pas-de-Calais.

## Sépultures
| Pays        | Sépultures |
| ----------- | ---------- |
| Royaume-Uni | 570        |
| Canada      | 13         |
| Allemagne   | 1          |
| France      | 53         |
| Total       | 200        |

## Pour approfondir